# Kvadratur (astronomi)

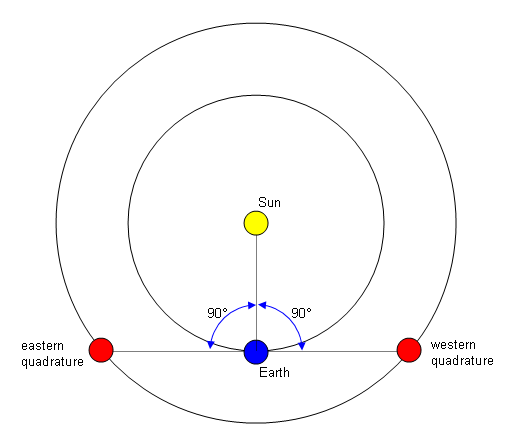
Figuren visar östlig och västlig kvadratur

Kvadratur är ett begrepp inom astronomin vilket innebär att en himlakropp sedd från jorden befinner sig i rät vinkel i förhållande till solen. Himlakroppens elongation är då antingen 90 grader eller 270 grader. Vid soluppgång eller solnedgång står himlakroppen då rakt i söder. De inre planeterna Merkurius och Venus kan aldrig vara i kvadratur från jorden sett. Stjärnorna, alla yttre planeter samt månen kan alla vara i kvadratur. Vid halvmåne befinner sig månen i kvadratur.